# 2. divisjon 1993 (football americano norvegese)
La 2. divisjon 1993 è la 1ª edizione del campionato di football americano di secondo livello, organizzato dalla NAIF.

## Squadre partecipanti
| Club               | Città        | Stadio | Sponsor ufficiale |
| ------------------ | ------------ | ------ | ----------------- |
| Fredrikstad Eagles | Fredrikstad  |        |                   |
| Nidaros Domers     | Trondheim    |        |                   |
| Otra Raiders       | Kristiansand |        |                   |
| Sandnes Oilers     | Sandnes      |        |                   |

## Stagione regolare

### Classifica
La classifica della regular season è la seguente:
- PCT = percentuale di vittorie, G = partite giocate, V = partite vinte,  P = partite perse, PF = punti fatti, PS = punti subiti

| Pos. | Squadra            | PCT   | G | V | N | P | PF  | PS  |
| ---- | ------------------ | ----- | - | - | - | - | --- | --- |
| 1    | Sandnes Oilers     | 1.000 | 6 | 6 | 0 | 0 | 202 | 22  |
| 2    | Nidaros Domers     | .667  | 6 | 4 | 0 | 2 | 134 | 100 |
| 3    | Fredrikstad Eagles | .333  | 6 | 2 | 0 | 4 | 147 | 94  |
| 4    | Otra Raiders       | .000  | 6 | 0 | 0 | 6 | 42  | 309 |

### Playoff
| 26 giugno 1993 | Sandnes Oilers | 18 – 16 | Kolbotn Kodiaks |  |

## Verdetti
- Sandnes Oilers campioni e promossi in 1. divisjon 1994